# Olympische Winterspiele 1994/Teilnehmer (Großbritannien)
| Gelbes Symbol für Goldmedaillen mit stilisierten Olympischen Ringen | Graues Symbol für Silbermedaillen mit stilisierten Olympischen Ringen | Braundes Symbol für Bronzemedaillen mit stilisierten Olympischen Ringen |
| ------------------------------------------------------------------- | --------------------------------------------------------------------- | ----------------------------------------------------------------------- |
| —                                                                   | —                                                                     | 2                                                                       |

Das Vereinigte Königreich nahm an den Olympischen Winterspielen 1994 im norwegischen Lillehammer als Großbritannien mit einer Delegation von 32 Athleten in acht Disziplinen teil, davon 25 Männer und 7 Frauen. Mit zwei Bronzemedaillen belegte Großbritannien den 21. Platz im Medaillenspiegel.
Fahnenträger bei der Eröffnungsfeier war der Biathlet Michael Dixon.

## Medaillen

### Medaillenspiegel
| Rang   | Sportart     | Gold | Silber | Bronze | Gesamt |
| ------ | ------------ | ---- | ------ | ------ | ------ |
| 1      | Eiskunstlauf | –    | –      | 1      | 1      |
| 1      | Shorttrack   | –    | —      | 1      | 1      |
| Gesamt | Gesamt       | 0    | 0      | 2      | 2      |

### Medaillengewinner
| Name/n                         | Sportart     | Wettkampf |
| ------------------------------ | ------------ | --------- |
| Bronze                         |              |           |
| Jayne Torvill Christopher Dean | Eiskunstlauf | Eistanz   |
| Nicky Gooch                    | Shorttrack   | 500 m     |

## Teilnehmer nach Sportarten

### Biathlon
| Athleten                               | Wettbewerbe        | Zeit        | Fehler      | Rang |
| -------------------------------------- | ------------------ | ----------- | ----------- | ---- |
| Männer                                 |                    |             |             |      |
| Mike Dixon                             | 20 km Einzel       | 1:03:44,0 h | 1 (0+0+0+1) | 54   |
| Ken Rudd                               | 10 km Sprint       | 34:19,7 min | 4 (3+1)     | 67   |
| Ian Woods                              | 10 km Sprint       | 31:58,3 min | 2 (0+2)     | 49   |
| Ian Woods                              | 20 km Einzel       | 1:03:44,0 h | 3 (2+0+0+1) | 54   |
| Mike Dixon Ian Woods Mark Gee Ken Rudd | 4 × 7,5 km-Staffel | 1:39:16,0 h | 0           | 17   |

### Bob
| Athleten                                       | Wettbewerb | Lauf 1  | Lauf 1 | Lauf 2  | Lauf 2 | Lauf 3  | Lauf 3 | Lauf 4  | Lauf 4 | Gesamt      | Gesamt |
| Athleten                                       | Wettbewerb | Zeit    | Rang   | Zeit    | Rang   | Zeit    | Rang   | Zeit    | Rang   | Zeit        | Rang   |
| ---------------------------------------------- | ---------- | ------- | ------ | ------- | ------ | ------- | ------ | ------- | ------ | ----------- | ------ |
| Männer                                         |            |         |        |         |        |         |        |         |        |             |        |
| Sean Olsson Paul Field                         | Zweierbob  | 52,86 s | 10     | 53,30 s | 9      | 53,21 s | 13     | 53,46 s | 11     | 3:32,83 min | 10     |
| Mark Tout Lenny Paul                           | Zweierbob  | 52,77 s | 9      | 53,15 s | 6      | 52,99 s | 8      | 53,24 s | 6      | 3:32,15 min | 6      |
| Sean Olsson John Herbert Dean Ward Paul Field  | Viererbob  | 52,23 s | 12     | 52,45 s | 13     | 52,26 s | 6      | 52,47 s | 8      | 3:29,41 min | 8      |
| Mark Tout George Farrell Jason Wing Lenny Paul | Viererbob  | 52,03 s | 8      | 52,24 s | 7      | 52,14 s | 3      | 52,46 s | 7      | 3:28,87 min | 5      |

### Eiskunstlauf
| Athleten                       | Wettbewerbe | Pflichttanz 1 | Pflichttanz 1 | Pflichttanz 2 | Pflichttanz 2 | Originaltanz | Originaltanz | Kurzprogramm | Kurzprogramm | Kür/Kürtanz | Kür/Kürtanz | Gesamt    | Gesamt |
| Athleten                       | Wettbewerbe | Bewertung     | Rang          | Bewertung     | Rang          | Bewertung    | Rang         | Bewertung    | Rang         | Bewertung   | Rang        | Bewertung | Rang   |
| ------------------------------ | ----------- | ------------- | ------------- | ------------- | ------------- | ------------ | ------------ | ------------ | ------------ | ----------- | ----------- | --------- | ------ |
| Frauen                         |             |               |               |               |               |              |              |              |              |             |             |           |        |
| Charlene von Saher             | Einzel      | —             | —             | —             | —             | —            | —            | 6,5          | 13           | 16,0        | 16          | 22,5      | 15     |
| Männer                         |             |               |               |               |               |              |              |              |              |             |             |           |        |
| Steven Cousins                 | Einzel      | —             | —             | —             | —             | —            | —            | 3,5          | 7            | 9,0         | 9           | 12,5      | 9      |
| Mixed                          |             |               |               |               |               |              |              |              |              |             |             |           |        |
| Jayne Torvill Christopher Dean | Eistanz     | 0,6           | 3             | 0,6           | 3             | 0,6          | 1            | —            | —            | 3,0         | 3           | 4,8       | Bronze |
| Jacqueline Soames John Jenkins | Paarlauf    | —             | —             | —             | —             | —            | —            | 8,0          | 16           | 15,0        | 15          | 23,0      | 15     |

### Freestyle-Skiing
| Athleten        | Wettbewerbe | Qualifikation | Qualifikation | Finale        | Finale        | Rang |
| Athleten        | Wettbewerbe | Punkte        | Rang          | Punkte        | Rang          | Rang |
| --------------- | ----------- | ------------- | ------------- | ------------- | ------------- | ---- |
| Frauen          |             |               |               |               |               |      |
| Jilly Curry     | Aerials     | 74,21         | 21            | ausgeschieden | ausgeschieden | 21   |
| Männer          |             |               |               |               |               |      |
| Richard Cobbing | Aerials     | 208,54        | 5             | 196,58        | 10            | 10   |
| Hugh Hutchison  | Buckelpiste | 22,27         | 25            | ausgeschieden | ausgeschieden | 25   |

### Rennrodeln
| Athlet   | Wettbewerb | Lauf 1   | Lauf 1 | Lauf 2   | Lauf 2 | Lauf 3   | Lauf 3 | Lauf 4   | Lauf 4 | Gesamt       | Gesamt |
| Athlet   | Wettbewerb | Zeit     | Rang   | Zeit     | Rang   | Zeit     | Rang   | Zeit     | Rang   | Zeit         | Rang   |
| -------- | ---------- | -------- | ------ | -------- | ------ | -------- | ------ | -------- | ------ | ------------ | ------ |
| Männer   |            |          |        |          |        |          |        |          |        |              |        |
| Paul Hix | Einsitzer  | 52,410 s | 28     | 52,398 s | 27     | 52,073 s | 25     | 52,234 s | 26     | 3:29,115 min | 26     |

### Shorttrack
| Athleten      | Wettbewerbe | Vorlauf     | Vorlauf | Viertelfinale | Viertelfinale | Halbfinale    | Halbfinale    | Finale        | Finale        | Rang   |
| Athleten      | Wettbewerbe | Zeit        | Rang    | Zeit          | Rang          | Zeit          | Rang          | Zeit          | Rang          | Rang   |
| ------------- | ----------- | ----------- | ------- | ------------- | ------------- | ------------- | ------------- | ------------- | ------------- | ------ |
| Frauen        |             |             |         |               |               |               |               |               |               |        |
| Debbie Palmer | 500 m       | 47,93 s     | 4       | ausgeschieden | ausgeschieden | ausgeschieden | ausgeschieden | ausgeschieden | ausgeschieden | 25     |
| Debbie Palmer | 1000 m      | 1:44,72 min | 3       | ausgeschieden | ausgeschieden | ausgeschieden | ausgeschieden | ausgeschieden | ausgeschieden | 20     |
| Männer        |             |             |         |               |               |               |               |               |               |        |
| Nicky Gooch   | 500 m       | 44,03 s     | 1       | 44,25 s       | 2             | 44,40 s       | 2             | 43,68 s       | 3             | Bronze |
| Nicky Gooch   | 1000 m      | 1:32,05 min | 2       | 1:32,00 min   | 2             | 1:31,77 min   | 2             | DSQ           | DSQ           | 7      |
| Wilf O’Reilly | 500 m       | 46,41 s     | 4       | ausgeschieden | ausgeschieden | ausgeschieden | ausgeschieden | ausgeschieden | ausgeschieden | 27     |
| Wilf O’Reilly | 1000 m      | 1:33,57 min | 3       | ausgeschieden | ausgeschieden | ausgeschieden | ausgeschieden | ausgeschieden | ausgeschieden | 22     |

### Ski Alpin
| Athleten              | Wettbewerbe        | 1. Lauf     | 1. Lauf | 2. Lauf     | 2. Lauf | Gesamt      | Gesamt |
| Athleten              | Wettbewerbe        | Zeit        | Rang    | Zeit        | Rang    | Zeit        | Rang   |
| --------------------- | ------------------ | ----------- | ------- | ----------- | ------- | ----------- | ------ |
| Frauen                |                    |             |         |             |         |             |        |
| Emma Carrick-Anderson | Riesenslalom       | DNF         | DNF     | DNF         | DNF     | DNF         | DNF    |
| Emma Carrick-Anderson | Slalom             | DNF         | DNF     | DNF         | DNF     | DNF         | DNF    |
| Claire de Pourtales   | Slalom             | DNF         | DNF     | DNF         | DNF     | DNF         | DNF    |
| Männer                |                    |             |         |             |         |             |        |
| Graham Bell           | Abfahrt            | —           | —       | —           | —       | 1:47,39 min | 26     |
| Graham Bell           | Alpine Kombination | 1:38,92 min | 18      | DNS         | DNS     | DNF         | DNF    |
| Graham Bell           | Super-G            | —           | —       | —           | —       | DNF         | DNF    |
| Martin Bell           | Abfahrt            | —           | —       | —           | —       | 1:47,49 min | 28     |
| Bill Gaylord          | Alpine Kombination | DNF         | DNF     | DNF         | DNF     | DNF         | DNF    |
| Bill Gaylord          | Riesenslalom       | 1:33,58 min | 36      | DSQ         | DSQ     | DSQ         | DSQ    |
| Bill Gaylord          | Slalom             | DNF         | DNF     | DNF         | DNF     | DNF         | DNF    |
| Spencer Pession       | Riesenslalom       | 1:33,94 min | 39      | 1:28,68 min | 32      | 3:02,62 min | 31     |
| Spencer Pession       | Super-G            | —           | —       | —           | —       | DNF         | DNF    |

### Skilanglauf
| Athleten   | Wettbewerbe      | Zeit        | Rang |
| ---------- | ---------------- | ----------- | ---- |
| Männer     |                  |             |      |
| Dave Belam | 10 km klassisch  | 28:00,2 min | 68   |
| Dave Belam | 15 km Verfolgung | 44:57,8 min | 63   |
| Dave Belam | 30 km Freistil   | 1:24:28,2 h | 60   |